# Ђура Ђурић
Ђура Ђурић (Шабац, 1838 — Београд, 21. јун 1891) је био једини антиквар у Београду, познат тадашњој читалачкој публици као и Ђока Ђурић.

## Биографија
Ђура Ђурић је рођен у Шапцу 1838. године, од оца Димитрија и мајке Соје. После смрти својих родитеља дошао је из Шапца у Београд и био на занату као шегрт, а затим као калфа. Због љубави према књигама, у слободно време је одлазио у београдску читаоницу, која је била на месту где се сада налази основна школа код Саборне цркве, у улици краља Петра. У читаоници је упознао чувеног продавца књига, слепог Јеремију. Они су постали добри пријатељи и заједно продавали календаре и књиге наших писаца и књижевника оног времена.

## Антикварски рад
Док није сазидан локал између Капетан-Мишиног здања и турског хана, Ђура је сваки дан, намештао своју тезгу са књигама на улици, баш на месту где је после подигнут за њега поменути локал. Осим школских књига, продавао је забавна и стручна дела, како на матерњем, тако и на страним језицима. Иако је био нешколован човек, доста се разумео у вредности књига. Куповао је књиге по избору, некад и целу библиотеку. Никада није одређивао цену по корицама и величинама књига и увек се трудио да свима изађе у сусрет тако што је купцима давао повољне цене. Док је још продавао на улици, имао је испод тезге сандук са књигама, које био нудио онима који су га често посећивали или које је боље познавао. Чак се могла и наћи забрањена књига Светозара Марковића Србија на истоку или нерадо виђена књига Џона Стјуарта Мила О слободи у преводу кнеза Петра Карађорђевића. Касније добија од Министарства просвете плац, који се налазио између, тада, турског хана (данас хотела Империјал) и велике школе Универзитета, где је саградио малу зграду, дућан, у коме је отворио антикварницу и књижару, у којој су се између осталог продавале и књиге српских и страних писаца. Још у то време су се читали романи Милована Видаковића као и криминални романи.
Након што се оженио и основао породицу приступио је послу са још више труда, те је својим поштеним и преданим радом стекао скромно имање. Указала му се могућност да путује кроз Србију, те је куповао античке ствари, скупоцено оружје од злата и сребра, које је било украшено разним скупоценим камењем, разне археолошке предмете. На тај начин је проширио своју радњу, коју су посећивали не само ђаци, већ и професори и научници. Многи странци и археолози, који су пролазили кроз Београд, свраћали су у његову радњу да разгледају археолошке предмете које је марљиво прикупљао. Један део ствари је поклонио Београдском музеју, а неке од њих се и данас налазе у овој институцији. Други део тих ствари је односио за Париз и Лондон, где их је на тамошњим изложбама излагао и продавао. Тадашњи председник Француске одликовао је Ђуру дипломом, коју и данас његова породица чува као успомену.

## Добротворни рад
Поред тадашњих просветних установа и библиотека, он је књигама и часописима снадбевао и установе као што су „Српско учено друштво“, „Српска читаоница“ и многе друге. Помагао је и многим сиромашним ђацима и гимназијалцима, поклањајући им школске књиге и школски прибор. Један део купљених ствари које је прикупљао приликом путовања кроз Србију је поклонио, тада још сиромашном, Београдском музеју, који је захвањујући Ђури обогаћен.

## Смрт
Дана 21. јуна 1891. године у 53. години живота Ђура умире у кругу своје породице у Београду.